# Policja Republiki Fidżi

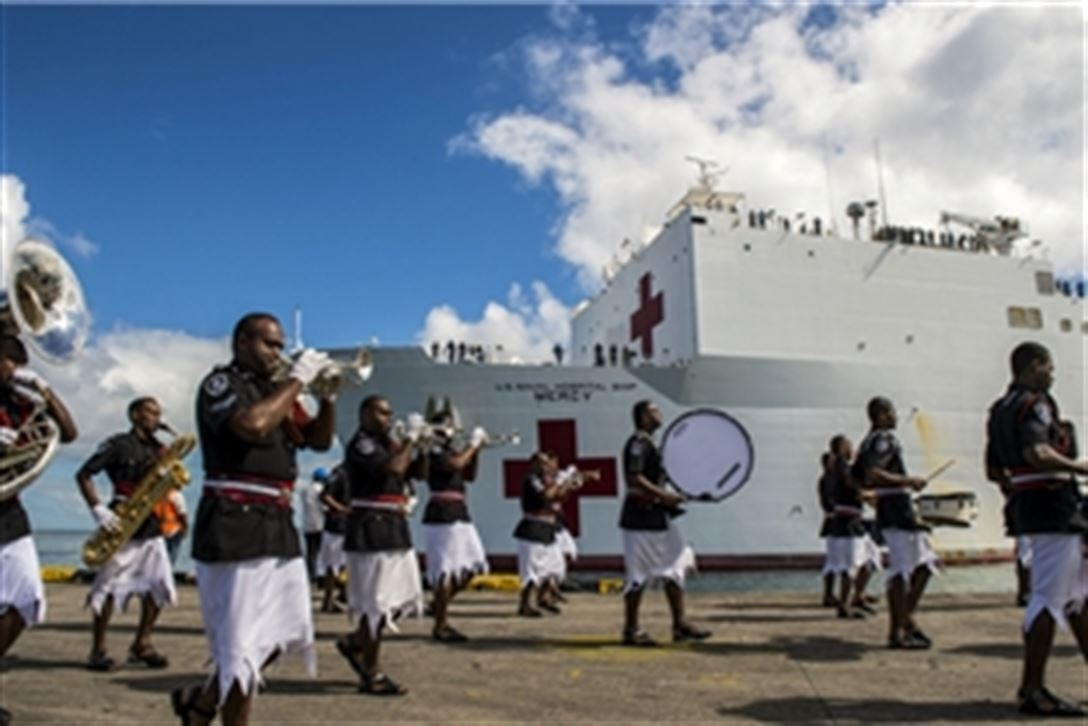
Orkiestra policji Fidżi

Policja Republiki Fidżi – umundurowana i uzbrojona formacja służąca społeczeństwu i przeznaczona do ochrony bezpieczeństwa ludzi oraz do utrzymywania bezpieczeństwa publicznego i porządku publicznego na terytorium wysp Fidżi. Mottem policji Fidżi jest Salus Populi (łac. „zdrowie ludzi”). Jedyny posterunek policji Fidżi znajduje się na wyspie Rabi.
Od 2003 r. komisarzem policji Fidżi był australijski policjant Andrew Hughes, po przejęciu rządu w 2006 r. stanowisko komisarza zostało przekazane lokalnej społeczności, pierwszym komisarzem po tej zmianie został Ioane Naivaluru. Aktualnie komisarzem policji Fidżi jest Sitiveni Qiliho.
Komisarz policji Fidżi jest mianowany zgodnie z konstytucją Fidżi (rozdział 7, część 4, sekcja 111). Komisarz Policji sprawuje władzę wykonawczą i administracyjną nad całą siłą policyjną i odpowiada wyłącznie przed ministrem odpowiedzialnym.  